# Rassemblement des citoyens de Montréal
Le Rassemblement des citoyens de Montréal (RCM) est un parti politique actif à Montréal de 1974 à 2001. Le RCM a été au pouvoir dans la  métropole québécoise de 1986 à 1994, sous la direction de Jean Doré.

## Historique

### Création et défaites électorales (1974–1982)
La naissance du RCM en 1974 est le fruit d'une coalition de militants progressistes, principalement actifs dans les groupes populaires, syndicaux et politiques de la métropole tant du côté francophone qu’anglophone. Cette alliance se voulait en réaction aux politiques et au style de gestion du maire Jean Drapeau qui dirigeait la ville sans véritable opposition depuis 1960. Le nouveau parti profite d'un vent d'opposition provoqué par l'avancement des travaux de construction du Parc olympique et des relations de travail difficiles avec les employés municipaux pour mener une chaude lutte à l'administration sortante.
Dirigé par Jacques Couture, le RCM dénonce « des projets de grandeur qui ne profitent qu'à une classe privilégiée », tout en réclamant une décentralisation et une démocratisation de l'administration municipale qui profiterait aux groupes défavorisés. En 1974, le maire Drapeau est réélu avec 142 205 voix contre 101 146 pour Jacques Couture, mais le RCM réussit à faire élire 18 conseillers, dont trois femmes, sur 52.
Les années suivantes seront tumultueuses pour le RCM. Des dissensions au sein du parti provoquent la défection d'une partie des militants qui forment le Groupe d'action municipale (GAM). À l'élection de 1978, le GAM dirigé par l'ancien ministre fédéral Serge Joyal et le RCM se disputent les voix des mécontents ce qui permet au maire Drapeau d'être réélu avec 60,9 % des voix et de reprendre le contrôle du conseil, avec 52 conseillers sur 54.

### Opposition officielle à l'hôtel de ville (1982–1986)
L'arrivée à l'avant-scène de Jean Doré et les révélations de la commission d'enquête du juge Albert Malouf qui mettent en cause l'administration Drapeau pour l'augmentation des coûts des Jeux olympiques de 1976, permettent au RCM de redevenir la principale force d'opposition à l'hôtel de ville en 1982. 

### L'administration Jean Doré à la mairie (1986–1994)
Le RCM prend le pouvoir aux élections municipales de 1986 le 9 novembre 1986 et permettra à de nombreux hommes et femmes de talent dont : Léa Cousineau et Michael Fainstat à la présidence du Comité exécutif ainsi que plusieurs autres de se faire valoir à même les fonctions que Jean Doré leur demande d’assumer à la direction politique de la Ville[non neutre].
Entre 1986 et 1994, l’administration RCM porte son projet démocratique. Celui d’une ville moderne à l’échelle humaine dont le défi est double : pourvoir aux besoins économiques, culturels et sociaux des citoyens, tout en confirmant à Montréal son rôle de Ville centrale de la région et de métropole économique et culturelle du Québec[non neutre]. 
La démocratisation des institutions politiques et la décentralisation sont au cœur des valeurs de l’équipe. Jean Doré et son équipe politique veulent faire de la Ville une entreprise publique de services aux citoyens et pour ce faire, ils font confiance aux employés municipaux et misent sur leur intelligence et leur savoir-faire[non neutre]. 
Le RCM indique dans son programme politique vouloir :
- un centre moderne, vivant et habité, attractif, et fort de ses grandes institutions, et porte une attention particulière à la rue Sainte-Catherine
- des quartiers résidentiels mixtes, offrant des logements de qualité et à prix abordables pour les familles et les nouveaux arrivants
- des rues commerciales locales dynamiques un réseau de transport en commun performant
- des quartiers anciens désenclavés et ouverts aux projets
- un patrimoine bâti protégé et mis en valeur
- un réseau d’institutions sportives et culturelles et d’œuvres d’art public partout sur le territoire
- une ville verte, dotée d’espaces publics, de parcs et d’aires de jeux accessibles à tous.
- sur le plan régional, le RCM mise sur la collaboration des Villes au sein de la Communauté urbaine de Montréal (CUM) pour consolider les grands atouts économiques de la métropole, le port, l’aéroport, les pôles d’emplois, les grandes institutions et son statut international.

Pendant huit ans, à travers la discipline de parti et souvent contre vents et marées, le RCM se fera l’initiateur de toute une série de mesures et de projets permettant d’atteindre en partie cet idéal[non neutre] et ce, malgré des conditions économiques particulièrement défavorables au début des années 1990.

### Retour dans l'opposition et disparition (1994–2001)
Les années qui suivent la défaite aux mains de Pierre Bourque et de Vision Montréal lors de l'élection de 1994 et la campagne électorale de 1998 marquent le retour de dissensions au sein du parti. Jean Doré se lance dans la course à la mairie à la tête d'un nouveau parti, Équipe Montréal. Pendant ce temps, le RCM nomme une militante de la première heure Thérèse Daviau, à la tête de la formation politique. Elle se rallie à l'ancien chef de police Jacques Duchesneau, candidat à la mairie, un mois à peine après sa nomination. Elle est remplacée par Michel Prescott qui récolte 15 % des suffrages, mais seulement quatre conseillers, face au maire Bourque.
Inquiets de l'avenir et soucieux de ne pas répéter l'expérience de 1998, une centaine de militants réunis en congrès, en février 2001 décident d'envisager de fusionner le RCM à un autre parti présentant un programme de décentralisation et de justice sociale. Les pourparlers déboucheront sur la fusion du RCM avec Union Montréal le 9 juillet 2001.

## Résultats électoraux
|         |  |
| 39,09 % |  |
|         |  |

|         |          |
| 18 / 55 | (32,7 %) |
|         |          |

|         |  |
| 12,48 % |  |
|         |  |

|        |         |
| 1 / 54 | (1,9 %) |
|        |         |

|         |  |
| 35,72 % |  |
|         |  |

|         |          |
| 14 / 57 | (24,6 %) |
|         |          |

|         |  |
| 67,70 % |  |
|         |  |

|         |          |
| 55 / 58 | (94,8 %) |
|         |          |

|         |  |
| 59,20 % |  |
|         |  |

|         |        |
| 42 / 50 | (84 %) |
|         |        |

|         |  |
| 31,50 % |  |
|         |  |

|        |          |
| 7 / 51 | (13,7 %) |
|        |          |

|         |  |
| 14,86 % |  |
|         |  |

|        |         |
| 4 / 51 | (7,8 %) |
|        |         |